# Silvio Fernández Dos Santos
Silvio Daer Fernández Dos Santos (Melo, Cerro Largo, Uruguay, 3 de junio de 1974) es un exfutbolista y actual entrenador uruguayo. Jugó de Delantero y su último club fue el Cerro Largo de Uruguay.
Desarrolló gran parte de su carrera como jugador en Chile, donde es recordado con especial cariño en Santiago Wanderers, donde es uno de los grandes goleadores del club en la época del 2000 donde obtuvo un título en 2001 y también es recordado, por su paso en Colo-Colo, además ha desarrollado su carrera de técnico en Guatemala, donde también jugó como profesional. Regresó a Chile, en calidad de entrenador, aunque actualmente es el ayudante de Moisés Villarroel, director técnico del primer equipo de Santiago Wanderers, anteriormente en 2015 estuvo a cargo del General Velásquez, Quintero Unido y la sub-19 caturra, además de un paso como interino por el plantel de honor.

## Trayectoria

### Como jugador
Su primer club fue el Nacional de Montevideo donde solo convertiría un dos goles en dos años, pasando luego al Defensor Sporting por un año para recalar finalmente en el Villa Española de la Segunda División Profesional de Uruguay, en este club se destaparía al convertir once goles y ser una de las figuras del ascenso en 1999.
Ya para el 2000 de regreso en la Primera División de Uruguay continuaría en una racha goleadora anotando siete goles durante el Torneo Apertura. A mediados de aquel año se marcharía del club para partir a préstamo al Provincial Osorno de Chile donde pese a convertir diez goles, no sería suficiente para evitar el descenso del club recalando al final de la temporada en el Santiago Wanderers de Valparaíso.
En el cuadro porteño tendría su mejor campaña siendo el goleador del equipo que obtendría el título nacional tras treinta y tres años de sequía y luego repetiría buenas campañas en Copa Libertadores y Copa Sudamericana al año siguiente, con aquellas buenas actuaciones se marcharía a México para jugar por el Jaguares de Chiapas, finalizando un paso por Valparaíso con 34 goles en 61 partidos.
Con Jaguares de Chiapas no tendría la regularidad deseada jugando solo cuatro partidos y anotando dos goles, por lo cual finalizado el Clausura 2003 regresa a Chile, pero esta a vez a jugar por Colo-Colo. En el Cacique, tendría un buen primer torneo anotando en siete ocasiones, pero para el Apertura 2004 solo lo haría en dos ocasiones por lo cual se marcharía del club albo teniendo en el siguiente año pasos sin éxito por la Universidad de Concepción y Palestino.
Para el Clausura 2005 pasaría al Rangers de Talca a pedido exclusivo de Yuri Fernández, en el cuadro rojinegro tendría un repunte goleador convirtiendo siete goles en dieciocho partidos pero esto no sería suficiente para ganarse a la hinchada talquina, por lo cual para el 2006 regresa al club donde tuvo sus mejores años, Santiago Wanderers. De regreso en Valparaíso, solo permaneció por un semestre pese a ser el goleador del equipo con cinco goles por lo cual regresaría a Uruguay para jugar por el Central Español tras seis años en el exterior.
Pese a llegar como refuerzo al Central Español de cara a la Copa Sudamericana 2006 solo convertiría un gol por el torneo nacional de aquel año, tras esto, ya finalizando su carrera tendría pasos por el Hispano FC de Honduras, Racing Club de Montevideo donde obtendría un ascenso como campeón, un paso por Guatemala jugando por el Deportivo Xinabajul y por último un último ascenso con el Cerro Largo.

### Como entrenador
Comenzó su carrera como entrenador en las divisiones inferiores del Club Atlético Fernandino de su país natal para luego viajar a dirigir al Huehue FC de Guatemala, donde en un comienzo llegó como asistente técnico pero asumiría al primer equipo, con este equipo lograría pelear los primeros lugares del torneo pero por los problemas económicos que tendría el club dejaría este. Su segunda experiencia sería con el Club Social y Deportivo Huehueteco, donde llegaría ser puntero de la Primera División, segunda categoría de aquel país, pero el no clasificar a la postemporada tanto en el Apertura como en el Clausura le pasarían la cuenta y sería despedido.
Tras un frustrado fichaje por el Halcones FC de la Liga Nacional de Fútbol de Guatemala se radicaría en Chile, específicamente en la V Región de Valparaíso donde se dedicaría a proyectos personales luego de que nuevamente fallará un fichaje en otro club, el Santiago Morning.
A mediados de 2015 por fin tendría la oportunidad de dirigir en Chile, sería por el Club Deportivo General Velásquez, de la Tercera División A donde sería despedido tras una racha de seis partidos sin ganar. Ya para 2016 tendría una nueva oportunidad en tierras chilenas dirigendo a Quintero Unido en la Copa Absoluta donde no pasaría la primera fase, después de esto, comenzaría a dirigir en las divisiones inferiores del club donde es referente de un campeonato obtenido, el Santiago Wanderers.
Con los caturros, ahora como técnico, asumuría de manera interina el primer equipo durante el Clausura 2017 que corría peligro de descenso. Tras salvar al equipo de bajar a la Primera B regresaría a las divisiones inferiores del club aunque un año después volvería al plantel de honor como ayudante de Moisés Villarroel.

## Estadísticas

### Como futbolista
| Nacional · Uruguay                                                                                      |               |               |    |    |    |    |    |    |    |      |    |
| 1.ª | 1996          | --            | 1  | -- | -- | -- | -- | -- | 1  | --   |    |
| 1.ª | 1997          | --            | 2  | -- | -- | 1  | 0  | -- | 2  | --   |    |
| Total club                                                                                              | Total club    | --            | 3  | -- | -- | 1  | 0  | -- | -- | --   |    |
| Defensor Sporting · Uruguay                                                                             |               |               |    |    |    |    |    |    |    |      |    |
| 1.ª | 1998          | 12            | 0  | -- | -- | -- | -- | 12 | 0  | 0.00 |    |
| Total club                                                                                              | Total club    | 12            | 0  | -- | -- | -- | -- | 12 | 0  | 0.00 |    |
| Villa Española · Uruguay                                                                                |               |               |    |    |    |    |    |    |    |      |    |
| 2.ª | 1999          | --            | 11 | -- | -- | -- | -- | -- | 11 | --   |    |
| 1.ª | 2000          | --            | 7  | -- | -- | -- | -- | -- | 7  | --   |    |
| Total club                                                                                              | Total club    | --            | 18 | -- | -- | -- | -- | -- | 18 | --   |    |
| Provincial Osorno · Chile                                                                               |               |               |    |    |    |    |    |    |    |      |    |
| 1.ª | 2000          | 18            | 10 | -- | -- | -- | -- | 18 | 10 | 0.55 |    |
| Total club                                                                                              | Total club    | 18            | 10 | -- | -- | -- | -- | 18 | 10 | 0.55 |    |
| Santiago Wanderers · Chile                                                                              |               |               |    |    |    |    |    |    |    |      |    |
| 1.ª | 2001          | 28            | 17 | -- | -- | -- | -- | 28 | 17 | 0.60 |    |
| 1.ª | 2002-A        | --            | 10 | -- | -- | 6  | 2  | -- | 12 | --   |    |
| 1.ª | 2002-C        | --            | 12 | -- | -- | 4  | 1  | -- | 13 | --   |    |
| 1.ª | 2006-A        | --            | 5  | -- | -- | -- | -- | -- | 5  | --   |    |
| Total club                                                                                              | Total club    | --            | 44 | -- | -- | 10 | 3  | -- | 47 | --   |    |
| Chiapas Fútbol Club · México                                                                            |               |               |    |    |    |    |    |    |    |      |    |
| 1.ª | 2003-C        | 9             | 2  | -- | -- | -- | -- | 9  | 2  | 0.22 |    |
| Total club                                                                                              | Total club    | 9             | 2  | -- | -- | -- | -- | 9  | 2  | 0.22 |    |
| Colo-Colo · Chile                                                                                       |               |               |    |    |    |    |    |    |    |      |    |
| 1.ª | 2003-C        | --            | 8  | -- | -- | -- | -- | -- | -- | --   |    |
| 1.ª | 2004-A        | --            | 2  | -- | -- | 5  | 0  | -- | 10 | --   |    |
| Total club                                                                                              | Total club    | 34            | 10 | -- | -- | 5  | 0  | 39 | 10 | 0.25 |    |
| Universidad de Concepción · Chile                                                                       |               |               |    |    |    |    |    |    |    |      |    |
| 1.ª | 2004-C        | 10            | 2  | -- | -- | 1  | 0  | 11 | 2  | 0.18 |    |
| Total club                                                                                              | Total club    | 11            | 2  | -- | -- | 1  | 0  | 12 | 2  | 0.18 |    |
| Palestino · Chile                                                                                       |               |               |    |    |    |    |    |    |    |      |    |
| 1.ª | 2005-A        | 11            | 1  | -- | -- | -- | -- | 11 | 1  | 0.09 |    |
| Total club                                                                                              | Total club    | 11            | 1  | -- | -- | -- | -- | 11 | 1  | 0.09 |    |
| Rangers · Chile                                                                                         |               |               |    |    |    |    |    |    |    |      |    |
| 1.ª | 2005-C        | 18            | 7  | -- | -- | -- | -- | 18 | 7  | 0.38 |    |
| Total club                                                                                              | Total club    | 18            | 7  | -- | -- | -- | -- | 18 | 7  | 0.38 |    |
| Central Español · Uruguay                                                                               |               |               |    |    |    |    |    |    |    |      |    |
| 1.ª | 2006/07       | 9             | 1  | -- | -- | 2  | 0  | 11 | 1  | 0.09 |    |
| Total club                                                                                              | Total club    | 9             | 1  | -- | -- | 2  | 0  | 11 | 1  | 0.09 |    |
| Hispano FC Honduras                                                                                     |               |               |    |    |    |    |    |    |    |      |    |
| 1.ª | 2007-C        | --            | -- | -- | -- | -- | -- | -- | -- | --   |    |
| 1.ª | 2007-A        | --            | -- | -- | -- | -- | -- | -- | -- | --   |    |
| 1.ª | 2009-A        | --            | -- | -- | -- | -- | -- | -- | -- | --   |    |
| Total club                                                                                              | Total club    | --            | -- | -- | -- | -- | -- | -- | -- | --   |    |
| Racing Club · Uruguay                                                                                   |               |               |    |    |    |    |    |    |    |      |    |
| 2.ª | 2007/08       | 13            | 3  | -- | -- | -- | -- | 13 | 3  | 0.23 |    |
| Total club                                                                                              | Total club    | 13            | 3  | -- | -- | -- | -- | 13 | 3  | 0.23 |    |
| Deportivo Xinabajul · Guatemala                                                                         |               |               |    |    |    |    |    |    |    |      |    |
| 1.ª | 2008-A        | --            | 2  | -- | -- | -- | -- | -- | 2  | --   |    |
| 1.ª | 2009-C        | --            | 1  | -- | -- | -- | -- | -- | 1  | --   |    |
| Total club                                                                                              | Total club    | --            | 3  | -- | -- | -- | -- | -- | 3  | --   |    |
| Cerro Largo · Uruguay                                                                                   |               |               |    |    |    |    |    |    |    |      |    |
| 2.ª | 2010/11       | 5             | 1  | -- | -- | -- | -- | 5  | 1  | 0.20 |    |
| Total club                                                                                              | Total club    | 5             | 1  | -- | -- | -- | -- | 5  | 1  | 0.20 |    |
| Total carrera                                                                                           | Total carrera | Total carrera | -- | -- | -- | -- | -- | -- | -- | --   | -- |
| (1) Incluye datos de Copa Libertadores y Copa Sudamericana. (2) No incluye goles en partidos amistosos. |               |               |    |    |    |    |    |    |    |      |    |

### Como entrenador
| Equipo                     | Torneo               | Temporada            | Estadísticas | Estadísticas | Estadísticas | Estadísticas | Estadísticas | Estadísticas | Estadísticas | Estadísticas | % Efect. |
| Equipo                     | Torneo               | Temporada            | PD           | G            | E            | P            | GF           | GC           | DG           | Puntos       | % Efect. |
| -------------------------- | -------------------- | -------------------- | ------------ | ------------ | ------------ | ------------ | ------------ | ------------ | ------------ | ------------ | -------- |
| Huehue FC · Guatemala      |                      |                      |              |              |              |              |              |              |              |              |          |
| 3°                         | 2013-C               | 6                    | 4            | 0            | 2            | 7            | 5            | 2            | 12           | 66,66%       |          |
| Total club                 | Total club           | 6                    | 4            | 0            | 2            | 7            | 5            | +2           | 12           | 66,66%       |          |
| CSD Huehueteco · Guatemala |                      |                      |              |              |              |              |              |              |              |              |          |
| 2°                         | 2013-A               | 10                   | 5            | 1            | 4            | 15           | 13           | +2           | 16           | 53,33%       |          |
| 2°                         | 2014-C               | 18                   | 6            | 6            | 6            | 23           | 22           | +1           | 24           | 44,44%       |          |
| Total club                 | Total club           | 28                   | 11           | 7            | 10           | 38           | 35           | +3           | 40           | 47,61%       |          |
| General Velásquez · Chile  |                      |                      |              |              |              |              |              |              |              |              |          |
| 4°                         | 2015                 | 14                   | 5            | 5            | 4            | 21           | 18           | +3           | 20           | 66,66%       |          |
| Total club                 | Total club           | 14                   | 5            | 5            | 4            | 21           | 18           | +3           | 20           | 66,66%       |          |
| Quintero Unido · Chile     |                      |                      |              |              |              |              |              |              |              |              |          |
| 5°                         | 2016                 | 4                    | 1            | 0            | 4            | 3            | 5            | -2           | 3            | 25,00%       |          |
| Total club                 | Total club           | 4                    | 1            | 0            | 4            | 3            | 5            | -2           | 3            | 25,00%       |          |
| Santiago Wanderers · Chile | 1°                   | 2017-C               | 4            | 1            | 2            | 1            | 6            | 6            | 0            | 5            | 41,66%   |
| Santiago Wanderers · Chile | Total club           | Total club           | 4            | 1            | 2            | 1            | 6            | 6            | 0            | 5            | 41,66%   |
| Total en sus equipos       | Total en sus equipos | Total en sus equipos | 56           | 22           | 14           | 21           | 75           | 69           | +6           | 80           | 47,61%   |

## Palmarés

### Como futbolista

#### Títulos nacionales
| Título           | Club               | País    | Año       |
| ---------------- | ------------------ | ------- | --------- |
| Torneo Clausura  | Nacional           | Uruguay | 1996      |
| Torneo Apertura  | Nacional           | Uruguay | 1997      |
| Primera División | Santiago Wanderers | Chile   | 2001      |
| Segunda División | Racing Club        | Uruguay | 2007/2008 |